# Carroll O'Connor
John Carroll O'Connor, född 2 augusti 1924 på Manhattan i New York, död 21 juni 2001 i Culver City, Los Angeles County, Kalifornien, var en amerikansk skådespelare. Efter att under tio år endast haft småroller vann han enorm popularitet för sin roll som den fördomsfulle arbetaren Archie Bunker i TV-serien All in the Family (Under samma tak, 1971–1979). För denna roll belönades han med en Emmy Award tre gånger: 1976, 1977 och 1978.

## Filmografi
- 1962 – Viddernas man
- 1964 – Nightmare in Chicago
- 1966 – Hawaii
- 1967 – Point Blank
- 1967 – Den vildaste, vilda, vilda västern
- 1967 – Polis i skottlinjen
- 1968 – Fästman sökes
- 1969 – Vem blir nästa offer, Marlowe?
- 1969 – En handfull bly för sheriffen
- 1970 – Kellys hjältar
- 1971–1979 – Under samma tak (TV-serie)
- 1985 – Mitt i prick
- 1986 – Convicted
- 1999 – Gideon
- 2000 – Return to Me